# レティシア・モマ
レティシア・モマ（Laetitia Moma、女性、1993年10月9日 - ）はカメルーンの女子バレーボール選手。カメルーン代表。

## 来歴
- クラブチーム

ヤウンデ出身。2012年にドイツのシュヴェリーンSCに入団しバレーボール選手としてのキャリアをスタートさせる。2012/13シーズンのドイツブンデスリーガで優勝した。2014年、フランスのVolley-Ball Club Chamalièresへ移籍した。2015/16シーズンから2年間はStella Calais Volley Ballでプレーした。2017年、Volley Club Marcq-en-Barœulへ移籍。2018/19シーズンはリーグ8位となり、自身もベストスコアラー賞とベストオポジット賞を受賞した。2019年、Volley Mulhouse Alsaceへ移籍。2020/21シーズンのフランスリーグAで優勝を果たし、ベストサーバー賞とベストオポジット賞を受賞した。2021年、韓国リーグのGSカルテックス・ソウルKIXXと契約し、2021/22シーズンの韓国Vリーグで3位となり、自身もベストスコアラー、ベストスパイカー、ベストオポジット賞3冠に選ばれた。2022/23シーズンも同チームと契約を更新した。
- 代表チーム

2013年、カメルーン代表に初選出された。2014年にイタリアで開催された世界選手権に出場した。2016年、リオデジャネイロ五輪ではエースとして活躍した。2017年のアフリカ選手権で金メダルを獲得し、MVPに選ばれた。2018年、世界選手権、2019年のワールドカップに出場した。2021年、アフリカ選手権で金メダルを獲得した。

## 球歴
- オリンピック - 2016年
- 世界選手権 - 2014年、2018年
- ワールドカップ - 2019年
- ワールドグランプリ - 2017年
- アフリカ選手権 - 2013年、2015年、2017年、2019年、2021年

## 受賞歴
- 2013年 アフリカ選手権 ベストサーバー賞
- 2015年 アフリカ選手権 ベストレシーバー賞
- 2017年 アフリカ選手権 MVP
- 2019年 2018/19フランスリーグ　ベストスコアラー賞、ベストオポジット賞
- 2020年 2019/20フランスリーグ　ベストサーバー賞、ベストオポジット賞
- 2021年 2020/21フランスリーグ　ベストサーバー賞、ベストオポジット賞
- 2021年 アフリカ選手権 ベストサーバー賞
- 2022年 2021/22韓国Vリーグ　ベストサーバー賞、ベストスコアラー賞、ベストオポジット賞

## 所属クラブ
- シュヴェリーンSC（2012-2014年）
- Volley-Ball Club Chamalières（2014-2015年）
- Stella Calais Volley Ball（2015-2017年）
- Volley Club Marcq-en-Barœul（2017-2019年）
- Volley Mulhouse Alsace（2019-2021年）
- GSカルテックス・ソウルKIXX（2021-2023年）
- 水原現代建設ヒルステート（2023-）